# Голгейт (Огайо)
Голгейт (англ. Holgate) — селище (англ. village) в США, в окрузі Генрі штату Огайо. Населення — 1061 особа (2020).

## Географія
Голгейт розташований за координатами 41°14′57″ пн. ш. 84°7′45″ зх. д. / 41.24917° пн. ш. 84.12917° зх. д. (41.249289, -84.129246).  За даними Бюро перепису населення США в 2010 році селище мало площу 2,99 км², уся площа — суходіл.

## Демографія
Згідно з переписом 2010 року, у селищі мешкало 1109 осіб у 408 домогосподарствах у складі 292 родин. Густота населення становила 371 особа/км².  Було 460 помешкань (154/км²).
Расовий склад населення:
| - 90,2 % — білих - 0,6 % — чорних або афроамериканців - 0,3 % — корінних американців - 0,2 % — азіатів - 7,0 % — осіб інших рас |

До двох чи більше рас належало 1,7 %. Частка іспаномовних становила 19,0 % від усіх жителів.
За віковим діапазоном населення розподілялося таким чином: 27,1 % — особи молодші 18 років, 57,3 % — особи у віці 18—64 років, 15,6 % — особи у віці 65 років та старші. Медіана віку мешканця становила 38,0 року. На 100 осіб жіночої статі у селищі припадало 94,9 чоловіків;  на 100 жінок у віці від 18 років та старших — 88,1 чоловіків також старших 18 років.
Середній дохід на одне домашнє господарство  становив 49 823 долари США (медіана — 41 964), а середній дохід на одну сім'ю — 60 094 долари (медіана — 57 813). Медіана доходів становила 41 389 доларів для чоловіків та 31 985 доларів для жінок. За межею бідності перебувало 10,4 % осіб, у тому числі 15,6 % дітей у віці до 18 років та 4,9 % осіб у віці 65 років та старших.
Цивільне працевлаштоване населення становило 496 осіб. Основні галузі зайнятості: освіта, охорона здоров'я та соціальна допомога — 26,0 %, виробництво — 20,4 %, роздрібна торгівля — 15,3 %.